# Opisthopsis manni
Opisthopsis manni é uma espécie de formiga do gênero Opisthopsis, pertencente à subfamília Formicinae.